# Tero Välimaa
Tero Välimaa (Gotemburgo, Suecia, 10 de agosto de 1978) es un deportista finlandés que compitió en natación.
Ganó dos medallas en el Campeonato Europeo de Natación en Piscina Corta, plata en 2002 y bronce en 2001.

## Palmarés internacional
| Campeonato Mundial en Piscina Corta | Campeonato Mundial en Piscina Corta | Campeonato Mundial en Piscina Corta | Campeonato Mundial en Piscina Corta |
| Año                                 | Lugar                               | Medalla                             | Prueba                              |
| ----------------------------------- | ----------------------------------- | ----------------------------------- | ----------------------------------- |
| 2001                                | Amberes (Bélgica)                   | Medalla de bronce                   | 50 m mariposa                       |
| 2002                                | Riesa (Alemania)                    | Medalla de plata                    | 4 × 50 m estilos                    |